# Maranello
Maranello er en italiensk by (og kommune) i regionen Emilia-Romagna i Italien, med omkring 17.307(2023) indbyggere.  Byen er kendt over hele verden som hjemsted for Ferrari og Formel 1 racingholdet, Scuderia Ferrari.